# Louise de Coligny
Louise de Coligny (Chatillon-sur-Loing, 23 settembre 1555 – Fontainebleau, 13 novembre 1620), figlia di Gaspard de Coligny e Charlotte de Laval, fu la quarta moglie del principe Guglielmo I d'Orange.

## Biografia
Il 26 maggio 1572, a 17 anni, sposò Charles de Teligny. Dopo che sia il marito che il padre furono uccisi nel massacro della Notte di San Bartolomeo (24 agosto 1572), si rifugiò in Svizzera.
Il 12 aprile 1583 si sposò con il Guglielmo I d'Orange-Nassau ad Anversa. Il matrimonio di Guglielmo e Louise ebbe una forte valenza politica, perciò a causa della sua origine francese Louise non fu molto popolare nei Paesi Bassi. Il loro unico figlio Federico Enrico d'Orange nacque il 29 gennaio 1584 ed il 10 luglio dello stesso anno Guglielmo d'Orange morì a seguito dell'attentato di Balthasar Gérard.
Dopo aver tentato, senza successo, nel 1619 di fermare l'esecuzione di Johan van Oldenbarnevelt, partì definitivamente per la Francia, dove morì a Fontainebleau nel 1620 presso la corte della Regina Madre Maria de' Medici. Fu tumulata il 24 maggio 1621 accanto al marito nella cappella della famiglia d'Orange-Nassau nella Nieuwe Kerk di Delft.

## Ascendenza
|                               |                                                       |                                                                   | Genitori                             |  |  | Nonni |  |  | Bisnonni                     |  |  | Trisnonni                        |  |
|                               |                                                       |                                                                   |                                      |  |  |       |  |  | Jean III, signore de Coligny |  |  | Guillaume II, signore de Coligny |  |
|                               |                                                       |                                                                   |                                      |  |  |       |  |  | Jean III, signore de Coligny |  |  | Guillaume II, signore de Coligny |  |
|                               |                                                       | Catherine, signora de Saligny                                     |                                      |  |  |       |  |  | Jean III, signore de Coligny |  |  |                                  |  |
| Gaspard I, signore de Coligny |                                                       |                                                                   |                                      |  |  |       |  |  | Jean III, signore de Coligny |  |  |                                  |  |
|                               |                                                       | Eleonore de Courcelles                                            | Pierre, signore de Courcelles        |  |  |       |  |  |                              |  |  |                                  |  |
|                               |                                                       | Eleonore de Courcelles                                            | Pierre, signore de Courcelles        |  |  |       |  |  |                              |  |  |                                  |  |
|                               |                                                       | Eleonore de Courcelles                                            | Pregente de Melun-la-Borde           |  |  |       |  |  |                              |  |  |                                  |  |
| Gaspard II, conte de Coligny  |                                                       | Eleonore de Courcelles                                            |                                      |  |  |       |  |  |                              |  |  |                                  |  |
|                               |                                                       | Guillaume de Montmorency, signore d'Escouen de Thore de Chantilly | Jean II, signore di Montmorency      |  |  |       |  |  |                              |  |  |                                  |  |
|                               |                                                       | Guillaume de Montmorency, signore d'Escouen de Thore de Chantilly | Jean II, signore di Montmorency      |  |  |       |  |  |                              |  |  |                                  |  |
|                               |                                                       | Guillaume de Montmorency, signore d'Escouen de Thore de Chantilly | Marguerite d'Orgemont                |  |  |       |  |  |                              |  |  |                                  |  |
| Louise de Montmorency         |                                                       | Guillaume de Montmorency, signore d'Escouen de Thore de Chantilly |                                      |  |  |       |  |  |                              |  |  |                                  |  |
|                               |                                                       | Anne Pot, contessa di Saint-Pol                                   | Guy Pot, conte di Saint-Pol          |  |  |       |  |  |                              |  |  |                                  |  |
|                               |                                                       | Anne Pot, contessa di Saint-Pol                                   | Guy Pot, conte di Saint-Pol          |  |  |       |  |  |                              |  |  |                                  |  |
|                               |                                                       | Anne Pot, contessa di Saint-Pol                                   | Marie de Villiers de L'Isle Adam     |  |  |       |  |  |                              |  |  |                                  |  |
| Louise de Coligny             |                                                       | Anne Pot, contessa di Saint-Pol                                   |                                      |  |  |       |  |  |                              |  |  |                                  |  |
|                               | Jean de Laval, signore de La Roche-Bernard e Bellisse | Guy XIV, conte de Laval                                           |                                      |  |  |       |  |  |                              |  |  |                                  |  |
|                               | Jean de Laval, signore de La Roche-Bernard e Bellisse | Guy XIV, conte de Laval                                           |                                      |  |  |       |  |  |                              |  |  |                                  |  |
|                               | Jean de Laval, signore de La Roche-Bernard e Bellisse | Isabelle de Bretagne                                              |                                      |  |  |       |  |  |                              |  |  |                                  |  |
| Guy XVI, conte de Laval       | Jean de Laval, signore de La Roche-Bernard e Bellisse |                                                                   |                                      |  |  |       |  |  |                              |  |  |                                  |  |
|                               |                                                       | Jeanne du Perrier, contessa de Quintin                            | Tristan du Perrier, conte de Quintin |  |  |       |  |  |                              |  |  |                                  |  |
|                               |                                                       | Jeanne du Perrier, contessa de Quintin                            | Tristan du Perrier, conte de Quintin |  |  |       |  |  |                              |  |  |                                  |  |
|                               |                                                       | Jeanne du Perrier, contessa de Quintin                            | Isabelle de Montauban                |  |  |       |  |  |                              |  |  |                                  |  |
| Charlotte de Laval            |                                                       | Jeanne du Perrier, contessa de Quintin                            |                                      |  |  |       |  |  |                              |  |  |                                  |  |
|                               |                                                       | Jacques de Daillon, signore de Lude                               | Jean II de Daillon, signore de Lude  |  |  |       |  |  |                              |  |  |                                  |  |
|                               |                                                       | Jacques de Daillon, signore de Lude                               | Jean II de Daillon, signore de Lude  |  |  |       |  |  |                              |  |  |                                  |  |
|                               |                                                       | Jacques de Daillon, signore de Lude                               | Marie de Laval                       |  |  |       |  |  |                              |  |  |                                  |  |
| Antoinette de Daillon         |                                                       | Jacques de Daillon, signore de Lude                               |                                      |  |  |       |  |  |                              |  |  |                                  |  |
|                               |                                                       | Madeleine Jeanne de Vendôme, signora d'Illiers                    | Jean de Vendôme, signore d'Illiers   |  |  |       |  |  |                              |  |  |                                  |  |
|                               |                                                       | Madeleine Jeanne de Vendôme, signora d'Illiers                    | Jean de Vendôme, signore d'Illiers   |  |  |       |  |  |                              |  |  |                                  |  |
|                               |                                                       | Madeleine Jeanne de Vendôme, signora d'Illiers                    | Marguerite de Chourses               |  |  |       |  |  |                              |  |  |                                  |  |
|                               |                                                       | Madeleine Jeanne de Vendôme, signora d'Illiers                    |                                      |  |  |       |  |  |                              |  |  |                                  |  |